# Jaime Talamantes
Jaime Talamantes Salmerón (¿Talamantes?, siglo XVI - ¿Zaragoza?, 1570) fue un músico español, maestro de capilla de la Catedral de Zaragoza.

## Vida
Es poco lo que se sabe de Jaime Talamantes, aparte del nombre de su padre, Jaime Talamantes, y su madre, Catalina Salmerón. Al igual que en el caso de Pedro de Apiés y siguiendo la costumbre de la época, es posible que Jaime Talamantes fuera originario de Talamantes, un municipio aragonés de la comarca del Campo de Borja.
Hay información de un Jaime Talamantes padrino de bautizo en La Seo en 1517. En 1523 aparece un Talamantes en El Pilar, «tomó el capítulo [del  Pilar] para capiscol». Es posible que ambos sean la misma persona que el maestro de capilla de La Seo, sobre todo teniendo en cuenta que el cargo de capiscol en El Pilar es muy similar. En cambio, resulta difícil relacionar a un tal Jaime Talamantes que a principios del siglo XVI era cantor en la Capilla Real de Granada y a otro Jaime Talamantes cantor tiple de la capilla de música de Carlos I, documentado a partir de 1547.
Interesante son las noticias que dejan las actas del capítulo catedralicio de La Seo el 11 de noviembre de 1546:

Maestro de Capilla.
A 11 de noviembre de 1546 se concertó en capítulo que atento que mosén Pedro de Apiés, que muchos años había [que] hacía el oficio de maestro de capilla y quería ya salir de aquel cuidado, que se le diese sucesor, de manera que él en el interés no perdiese nada y fuese libre de aquel cuidado; y se diese el cargo de maestro de capilla a mosén Jaime Talamantes, persona muy bastante para ella; y así él tomó a cargo de regir la música y enseñar a los infantes; asignósele de salario en el libro del común, diez ducados. Encomendáronsele los libros de canto de órgano por inventario.
Actas capitulares, 11 de noviembre de 1546

Es decir, en 1546 Pedro de Apiés ya llevaba muchos años en el cargo de maestro de capilla de La Seo. Parece ser que en ese momento se separaron los cargos que estaban unificados bajo Apiés: se nombró maestro de capilla a Jaime Talamantes, «persona muy bastante para ello», que se dedicaría a enseñar a los infantes del coro. Un año después, en 1547 se nombraron nuevos maestros de canto, mosén Diego Ladrón, que falleció poco después; su sustituto, mosén Juan García, cantor contrabajo; y mosén Martín de Aranguren, contrabajo de voz, que sustituiría a mosén Juan García.: 16  Apiés mantendría el cargo de capiscol mayor, cargo de mayor dignidad que el de maestro de capilla en ese momento, hasta su fallecimiento en 1557.
En dos documentos de 1552 y 1553 hay una confirmación de la maestría de Talamantes, «maestro de capilla que es de la dicha Seo». Aparte de aparecer como padrino en otros tres bautismos, en 1541, 1542 y 1549, la única documentación de interés en la que aparece es su testamento, realizado en 1564, «estando sano en mi persona». No hay información musical en el testamento, en el que expresa su voluntad de ser enterrado en El Pilar. En 1569 fue sucedido en el cargo de maestro de capilla por Melchor Robledo, falleciendo un año después. No se conoce la fecha exacta de su muerte; en agosto de 1570 fundó la celebración anual de un aniversario y en septiembre el capítulo catedralicio entregó a un cantor «la ración que vacó por muerte de mosén Talamantes».